# 柏林美麗堡大街車站
柏林美麗堡大街車站（德語：Bahnhof Berlin Schönhauser Allee），地鐵站名美麗堡大街站（德語：Schönhauser Allee），是柏林地鐵2號線的一個車站，同時也是柏林城市快鐵的車站。美麗堡大街站開通於1913年，當時的名稱是北環站。1936年，車站改名為美麗堡大街。該車站平均每天有500輛列車經過，超過26000人使用。